# 雅巴夸拉站
贾巴夸拉站（葡萄牙語：Estação Jabaquara），位于巴西圣保罗，是圣保罗地铁1号线的终点站。
该站作为1号线的一部分，于1974年7月14日开通，是巴西的第一个地铁站。